# Schlacht von Nikopolis (48 v. Chr.)
Die Schlacht von Nikopolis im Jahr 48 v. Chr. war ein Gefecht in der Spätphase der römischen Republik. Sie fand im Zuge der Mithridatischen Nachfolgekämpfe und im Kontext des römischen Bürgerkriegs zwischen Caesar und Pompeius statt. Hier besiegte der pontische König Pharnakes II., Sohn des berühmten Mithridates VI., ein römisches Heer unter dem Legaten Gnaeus Domitius Calvinus.

## Historischer Hintergrund
Nach dem Tod von Mithridates VI. Eupator im Jahr 63 v. Chr. wurde dessen Reich von den Römern zerschlagen. Pharnakes II., sein Sohn, konnte sich nur einen Teil des einstigen Reiches sichern, insbesondere das Bosporanische Reich (heutige Krimregion). Doch er strebte nach mehr – nach der Rückeroberung Pontos’, der alten Machtbasis seines Vaters.
Im Jahr 49/48 v. Chr. war Rom durch den Bürgerkrieg zwischen Caesar und Pompeius geschwächt. Pharnakes sah seine Gelegenheit gekommen und begann, in Kappadokien, Pontos und angrenzende Gebiete einzumarschieren – teils mit Gewalt, teils mit diplomatischer List. Die römische Kontrolle über diese Provinzen war lose, die Provinzverwalter untereinander zerstritten oder abwesend.
Gnaeus Domitius Calvinus, von Caesar zum Statthalter von Asia und Kommandeur in der Region ernannt, wurde mit der Aufgabe betraut, die Expansion Pharnakes’ zu stoppen. Er sammelte ein Heer, das jedoch überwiegend aus unerfahrenen Provinztruppen bestand – darunter Legio XXXVI, lokale Hilfstruppen und einige Truppen des Königreichs Galatien.

## Die Schlacht
Die Schlacht fand in der Nähe der von Pharnakes besetzten Stadt Nikopolis in Pontos statt. Calvinus rückte von Süden aus Anatolien an und versuchte, Pharnakes zum Rückzug zu zwingen, bevor dieser sich weiter im Osten festsetzen konnte.
Pharnakes’ Stellung war klug gewählt: Er hatte seine Truppen in einer starken Verteidigungsstellung postiert, mit Gräben und Barrikaden. Trotz der schwierigen Topografie beschloss Calvinus einen Frontalangriff – ein riskantes Unterfangen angesichts der geringen Qualität seiner Hilfstruppen.

### Der Verlauf
Die galatischen und kappadokischen Hilfstruppen gerieten schnell ins Wanken und flohen. Nur die Legio XXXVI kämpfte tapfer und zog sich in geordneter Formation zurück, doch konnte sie den Gesamtrückzug nicht decken. Pharnakes setzte nach und richtete unter den fliehenden Römern ein Massaker an.
„Er hatte den Gnaeus Domitius Calvinus geschickt und demselben Asia nebst den dort stehenden Legionen zugewiesen. Dieser vereinigte sich mit Deiotarus und Ariobarzanes und rückte sogleich gegen Pharnaces vor, der sich in dem von ihm eroberten Nicopolis befand. Als Pharnaces durch seine Ankunft erschteckt, ihm durch eine Gesandtschaft Waffenstillstand anbieten ließ, verweigerte er denselben geringschätzig, lieferte ihm eine Schlacht und ward besiegt.“

### Die Folgen
Die Niederlage war für die Römer demütigend. Calvinus verlor große Teile seines Heeres. Pharnakes konnte kurzfristig Pontos, Teile von Kappadokien und Armenia Minor kontrollieren. Caesar, der sich zur gleichen Zeit in Ägypten mit der Nachfolgekrise um Kleopatra beschäftigte, erhielt die Nachricht von Nikopolis mit großem Ärger.
Doch Pharnakes’ Erfolg währte nicht lange: Noch im selben Jahr eilte Caesar persönlich nach Anatolien, überraschte Pharnakes bei Zela und besiegte ihn vernichtend – ein Ereignis, das zum berühmten Zitat „Veni, vidi, vici“ führte.